# ターザン

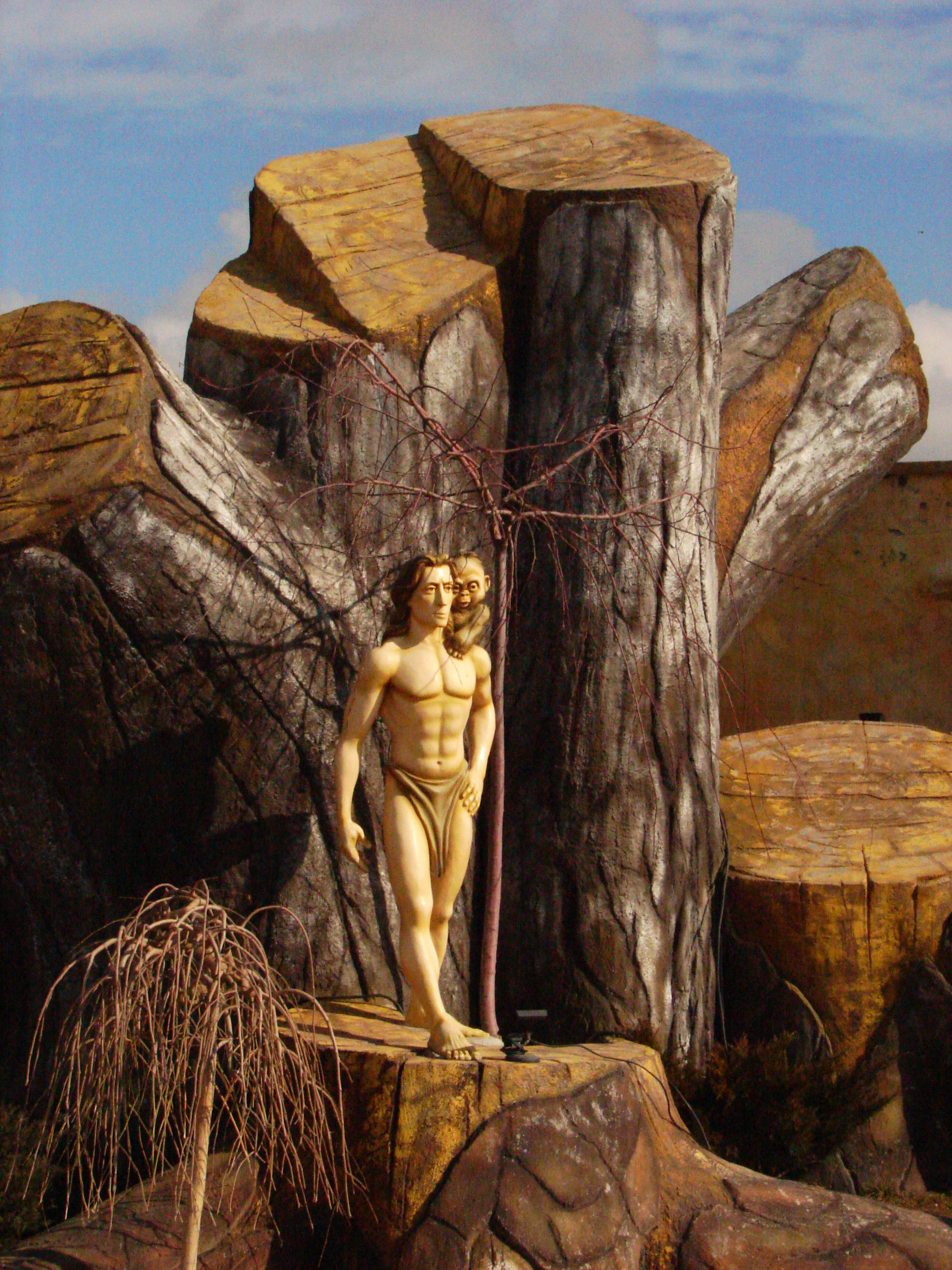
ターザン

ターザン（英：Tarzan）は、アメリカの小説家エドガー・ライス・バローズが創造した架空のキャラクター。小説ターザン・シリーズ、および映画化作品の主人公を務めるが、脇役として登場する事もある。
本項では、まず小説版について説明する。映画版については、#映画、TVのターザン以降を参照。なお、日本語表記はハヤカワ文庫特別版SFに準じる。

## 小説版（オリジン）
小説版は多くの映画と違い、知的な面を持っている（端的には、複数の言語を自在に操る）。また、文明批判の目も厳しい。
本名はグレイストーク卿ジョン・クレイトン。イギリス人であり、その称号の示す通り貴族である（ただし、命名されていないため、本名は父親の名をそのまま受け継いでいる）。
なお、脇役として登場するのは、外伝的作品『石器時代から来た男』と、第4巻『ターザンの逆襲』、少年ものの『ターザンの双生児』2作 ("Tarzan and the Tarzan Twins"と"Tarzan and the Tarzan Twins with Jad-Bal-Ja, the Golden Lion") である。

### 特徴
ターザンは野生児として育ったが、由緒正しい貴族の生まれである。彼の特徴は、外見（外面）と内面の両方に渡る。詳細は後述。
外見、能力の特徴
筋骨たくましい半裸の男性であり、怒ると額の古傷が赤く浮かび上がる。もっとも、傷の存在は初期に顕著なものの、次第に忘れられていく。
超人的な戦闘力を持ち、ナイフとロープだけ、あるいはナイフだけでライオンを倒す。素手で類人猿を殺したこともある。
視覚、嗅覚、聴覚が鋭い。味覚に関しては独特で、調理済みの肉（つまり料理）よりも生肉を好み、味には無頓着である。
複数の言語（人間以外の言語を含む）に通じているほど、頭脳が明敏である。
内面
野性と文明社会のそれぞれに惹かれつつも、そのどちらにも馴染みきれない、という部分を持っている（「イギリス貴族の息子にして野生児」という部分が、既に魅力と矛盾を秘めている）。
当初は彼と家族に成長（経年）が訪れていたが、孫息子の登場（第10巻『ターザンと蟻人間』〈1924年〉）を境に、ターザンから経年（老化）の兆候が見られなくなり、不老長寿、あるいは不老不死の様相を示してくる（両親の船出が1888年5月、結婚がその3か月前である事から、ターザンの生年は1889年、ないしは1888年である。後述のフィリップ・ホセ・ファーマーは1888年説を採っている模様）。肉親の出番も見られなくなっていく。
なお、ターザンのモデルについては、ロムルスとレムス（ローマ帝国の建国にかかわる兄弟で、「狼に育てられた」という伝説を持つ）が、参考作品としては『ジャングル・ブック』（ラドヤード・キップリングの小説）が挙げられている。詳細はターザン・シリーズ#参考作品を参照。

#### 2大シリーズとの対比
他のバローズの長期シリーズである火星シリーズ（1912年～）、ペルシダー・シリーズ（1914年～）の場合、主人公はその世界を紹介する側面がある。このため、ジョン・カーター（火星〈バルスーム〉大元帥）、デヴィッド・イネス（ペルシダー皇帝）は、性格や思考は保守的（中立的）であり、物語の中では読者の分身として驚き役を示している 。これに対し、ターザンは彼自身が驚異として読者の前に登場する（つまり、タイトル通り、各シリーズの主役はバルスーム、ペルシダー、アムター〈金星〉、ターザン、といえる）。ただし、第8巻以降は、ほぼ「秘境もの」に転換し、読者の前には新たな世界が驚異として登場する。
また、ヒロインとの関係も象徴的である。3大シリーズの場合、物語は初期において一度完結する（火星は3部作、本シリーズとペルシダーは2部作）。火星、ペルシダーの第1巻では、ヒーローとヒロインは心を通わせるものの、何らかの物理的な要因で引き裂かれてしまう（火星の場合は事故、ペルシダーの場合は狡猾なライバルの邪悪な企み）。しかし、ターザンとジェーンは心を通わせあうものの、それぞれの思惑（心理的要因）によって別れることになる（ジェーンには迷いがあり、ターザンは相手を愛するが故に別れを選ぶ）。この辺りにも、ターザンというキャラクター（物語）の持つ複雑さが表れている。
とはいえ、火星、ペルシダーは最後までデジャー・ソリス、ダイアンがヒロインであり続けたのに対し、ジェーンの登場はほぼ第10巻までで、以後は『ターザンと女戦士』（1936年〜1937年）に「妻」が短い出番を与えられているのみ、となっている（名前すら明記されていない）。

### 経歴・交友関係
ターザンの能力や家庭、友人、血縁など。

#### 能力
身体能力
ジャングルに適応した、超人的な体力・技術を有する。視覚、聴覚、嗅覚は鋭く、野生動物並みである。また、木立を伝って移動する、という「猿人」に相応しい能力を持つ。
ライフルなどの近代武器よりも、原始的な武器を好む。具体的には、狩猟ナイフ、ロープ、弓矢、槍が、標準的な装備である（先の2点は18歳未満から使用しており、後の2点は18歳から使用。結果、成人後に会得した銃火器よりも馴染んでいるため、信頼性が高い）。
10歳の時点で、既に腕力は並みの男性と互角であり、運動神経はスポーツの達人クラスに達していた（例えば、木立から木立へ7メートルも飛ぶ）。
言語
まず、類人猿の言語（口語）を習得。この言語は、他の類人猿の部族でも使われている他、オパルの住民（アトランティスの植民地の末裔）や、ペルシダーのサゴス族（ゴリラ人間、と呼ばれる類人猿的存在）も使用している。
次に英語（文語のみ）を独学で習得（父が年単位での滞在を見越して、子供の教育用に絵本を用意し、また書物や辞書も残っていたため）。活字体は覚えたが、筆記体は未習得。相手がいないため、口語も習得していない。なお、父親の日記はフランス語で書かれていたため、読めなかった。
成人後、フランス語の口語をポール・ダルノー中尉（フランス海軍所属）から教わる。その後、英語（口語）を習得したが、この時点では英語の口語は不得手だった（以上、第1巻）。
以後、ラテン語、アラビア語、ドイツ語の他、スワヒリ語などアフリカの原住民の複数の方言など、数カ国語を習得する。

#### 出自
父は英国貴族、グレイストーク卿ジョン・クレイトン (Lord Greystoke, John Clayton) 。母はアリス・ラザフォード（結婚時、まだ10代だった）。夫妻は赴任先である英領西アフリカに向かう途中、船員の反乱に遭遇し、アフリカの西海岸に置き去りにされた。
ターザンは夫妻が海岸に作りあげた小屋で生まれ、彼が1才になった時に母親は亡くなった。父は類人猿カーチャク(Kerchak)に殺されたが、ターザンは類人猿カラ (Kala) に救われた。カラは子供を亡くしたばかりであり、群れのリーダーであるカーチャクに逆らい、ターザンの養母となった。なお、「ターザン」とはカラがつけた名前で、類人猿の言葉で「白い肌 (White-Skin) 」を意味する。成人後、指紋鑑定でグレイストーク卿の息子と判明（第1巻終盤にて）、第2巻終盤以降は父の名を受け継いだ。
なお、第1巻冒頭では、「主要人物には架空の名前を用いる」と宣言されている。

#### ターザンの家庭
父
グレイストーク卿ジョン・クレイトン（故人）。
母
アリス・ラザフォード（故人）。
養母
カラ（類人猿。死別）。
妻
ジェーン・クレイトン（旧姓ポーター）。アメリカ人。第1巻で登場し、第2巻で結ばれる。
息子
ジャック・クレイトン。シリーズでは第3巻『ターザンの凱歌』から登場し、第4巻『ターザンの逆襲』では主役を務める（正確には、シリーズの外伝的な作品『石器時代から来た男』の第1部が初出である）。
成長後は、コラク（類人猿の言葉で「殺し屋」）と呼ばれる勇ましい戦士となった。メリームを妻としている。
息子の妻
メリーム。初登場時は第4巻のヒロイン。本名はジャンヌ・ジャコー（ただし、結婚前の姓名）。
アラブ人の養女としてジャックと知り合い、恋に落ちる。実は7歳の時に誘拐されたフランス人（フランス王家の血筋にあたる）。
孫
第10巻『ターザンと蟻人間』に登場。ジャックとメリームの子供。男の子、というだけで名前は不明。
ライオン
名前はジャド・バル・ジャ（パル・ウル・ドンの言語で「黄金のライオン」）。第9巻『ターザンと黄金の獅子』から登場。
幼い頃、ターザンに拾われて養育され、心強い友人として成長した。ターザンの命令には忠実に従う。パル・ウル・ドンからの帰路に拾ったため、ターザンはその言語で名前をつけた。
家政婦
筆頭はエスメラルダ。大柄な黒人女性で、第1巻で初登場。この時はポーター家の家政婦であり、ジェーンの母代わりといえる存在だった（ジェーンの実母は、幼少時に死亡）。
ジェーンの結婚後は、グレイストーク家の家政婦となり、ジャック誕生後は乳母となっている。第3巻では、ターザンとジェーンが不在のため、機転を利かし、独断でジャック誘拐事件を解決へ導いている。
部下の部族
ワジリ族。勇敢で知的な黒人の一族で、第2巻から登場。ターザンと意気投合し、共闘した仲。
前族長（ワジリ）の死後、ターザンを族長として迎え入れ、忠実な部下となった。

#### ターザンの親類、縁者
ディックとドック
ディック、ドックとも、ターザンの遠縁にあたるが、ドック自身とターザンに直接の血縁関係はない。「ターザンの双生児 (The Tarzan Twins) 」と呼ばれる少年たちで、実際は従兄弟同士。双子ではないが、双子のようによく似ている（彼らの母親が、アメリカ生まれの双生児だった）。
ドックの母はアメリカで結婚し、ディックの母はイギリス人（ターザンの遠縁に当たる）と結婚してイギリスに移り住んだ。2人は、同年同日生まれの子供たちを同じ学校で教育を受けさせようとし、彼らが14歳になった時、イギリスの名門校に入学させた。
髪の色の明るいドックは「ターザン・タル（白）」、髪の色が黒いディックは「ターザン・ゴ（黒）」と呼ばれる。
少年向け短編2編 ("Tarzan and the Tarzan Twins"と"Tarzan and the Tarzan Twins with Jad-Bal-Ja, the Golden Lion") で主役を務める。アメリカではターザン・シリーズには含めないが、ハヤカワ文庫版では第11巻『ターザンの双生児』として刊行されている（2編とも収録されている）。
ウイリアム・セシル・クレイトン
ターザンの従兄弟。第1巻、第2巻に登場。彼の父はグレイストーク卿（ターザンの父）の弟で、グレイストーク卿失踪後、その後継者となっていた。父の死後、彼がグレイストーク卿を引き継いでいる。ターザンの恋敵でもあった。
13世紀のグレイストーク卿
未訳の『トーンの無法者』 ("The Outlaw of Torn") に登場。ターザンの先祖にあたる。
『トーン～』はバローズの第2作であり、第3作がターザン・シリーズの第1巻である。

#### 友人
前述のダルノー中尉は、第1巻で親友となった。交際は以後も続き、第4巻『ターザンの逆襲』ではフランス海軍の提督となっており、メリームと親族の再会に一役買っている。しかし、『ターザンと禁じられた都』（1938年）で久しぶりに登場した際は、海軍大尉だった。
『石器時代から来た男』には、アメリカ人バーナード（バーニー）・カスターと、その妹のヴィクトリア・カスター、彼らの友人でルータ王国（バローズの創り出した架空の国家）の軍人であるバッツォー中尉が登場した。ヴィクトリアは当該作のヒロインであり、バーニーは『ルータ王国の危機』の主人公である。

#### 『石器時代から来た男』でのターザン
全2部で構成されている『石器時代から来た男』は、ターザン・シリーズの第2巻と第3巻の間に位置している（実際に登場するのは第1部のみ。第2部は、第3巻の後で発表された）。
ターザンとジェーンが結ばれたのは、第2巻のラストだが、ここではそれから1年ほどが経過していると見え、愛息子ジャックが誕生し、エスメラルダが乳母を務めている。ターザンは「かつて猿人ターザンと呼ばれた」と説明され、ターザンと書かれている場面は少なく、ほぼ「グレーストーク（もしくはグレーストーク卿）」や「クレートン」と呼ばれ、それに相応しい衣服を身にまとっている。一方で、ジェーンは「グレーストーク夫人」と表現され、家庭に収まっており、あまり目立たない。また、悪漢の討伐に際しても、ターザンは半裸になることも単独行動を取ることもなく、集団でライフルを抱えて行動している。さらに、自分の感覚よりも「常識」を優先して判断している、など、現役の猿人（第2巻までと、第3巻以降）とは違った描写がなされている。
しかし、第2部のラスト（15．洞窟の秘密）にてドンデン返しがあり、第1部のほとんどは「なかったこと」にされている。なお、リチャード・A・ルポフによると、『石器時代から来た男』の主人公である原始人ヌーは、猿人ターザンの同類（分身）である。

### ターザンの「伝記」
本節は、『恐怖王ターザン』に寄せた森優の解説、「ターザンは実在する?」による。
アメリカのSF作家フィリップ・ホセ・ファーマーは、ターザンの伝記として『実在するターザン─グレイストーク卿の決定的伝記』を執筆、ダブルディ社から出版された。これは、「バローズの作品（ターザン・シリーズ）はフィクションとして綴られ、資料が少ない部分は想像で補ったため、矛盾などの不備がある」とし、「この伝記では、彼の切り捨てた資料等で補遺している」、というスタンスである。また、「実際にターザンに会い、インタビューした」とも書かれている。
インタビューの場所は、ガボンのリバーヴィルにあるホテルで、「写真も撮らず、録音もしない」と条件がつけられていた。インタビュー当時、ターザンは80歳であったが（当該作では、生年は1888年とされている模様）、35歳くらいにしか見えなかったという。この若さは、1912年1月にウガンダで助けたまじない師から渡された秘薬によるもの、と説明されている。
また、ファーマーがターザンの家系を8世分、遡って調査したところ、血縁にシャーロック・ホームズ、パーシー・ブレイクニー准男爵、ドック・サヴェジ、ネロ・ウルフ、ピーター・ウィムジイ卿、ブルドッグ・ドラモンドらがいることが判明した。彼ら英傑の由来としては、1795年にイギリスに落ちた隕石による突然変異、と説明されている。
なお、本作は早川書房が版権を取得し、「ハヤカワ版（TARZAN BOOKS）完結の暁には、シリーズ別巻として刊行される」、と予告されていたが、未訳のままである（2011年9月現在）。

## 映画、TVのターザン
映画のターザンは、陽性のヒーローとして登場する（ただし、『グレイストーク -類人猿の王者- ターザンの伝説』（1983年） Greystoke: The Legend of Tarzan, Lord of the Apes のような、原作重視の例外も存在する）。ジャングルの王者として君臨し、密猟者や秩序を乱す猛獣に鉄槌を下す。また、多くの場合、言語に不自由で、片言しか（英語、ないしは人間の言葉を）喋れない。マスコットとしてチータ（チーター）というチンパンジーを連れている場合もあるが、原作には登場していない（そもそもチンパンジーが登場しない）。ただし、それに類する小猿は登場しており、ンキマという小猿が複数回、登場している。
エルモ・リンカーンが主演したサイレント映画『ターザン』（1918年）を皮切りに、数多くの映画が製作され、ターザンの名は一躍有名になった。1918年〜1958年の40年間で32本のターザン映画が製作され、その興行収入は累計5億ドル、観客動員数は累計20億人に達した。中でも『類猿人ターザン』（1932年）をはじめとするジョニー・ワイズミュラーのターザンは有名である。ワイズミュラーは水泳の金メダリストであり、元は俳優ではなかったが、そのぎこちなさ故に、野生児としてのターザンはハマリ役だった。
ワイズミュラー映画で有名な「アーア・アー」というターザンの雄叫びは、豹の鳴き声など十数種の音源をミックスしてMGMの特殊効果部が作り上げた。今日ではロープに掴まって対岸に渡る時の掛け声となっている。
なお、ワイズミュラーは1971年の世界SF大会（に参加した、バロウズ・インコーポレイテッドの）主催の昼食会に主賓として招かれたが、70歳を過ぎているにもかかわらず若々しく（ただし、髪は白髪になり、顔はシワが増えていた）、矢野徹から「ターザン・シリーズの日本での翻訳が開始された」と知らされると、非常に喜んでいた。

### 映画化への道のり
ロバート・フェントンによると、1914年春、バローズが妻とカルフォルニア州サンディエゴで休暇がてら第3作『ターザンの凱歌』を執筆していた時、ニューヨークのジョゼフ・W・スターン商会から連絡があり、映画化の話が持ち上がったのがきっかけである。
この企画は流れたが、バローズは自作の映画化への可能性を知る。シカゴへ帰った彼は、ニューヨークのオーサーズ・フォトプレイ・エージェンシーに『類猿人ターザン』の映画化への売込みを依頼した。また、出版社A・C・マックラーグとは、劇化・映画化の際の著作権が著作者に帰属する契約書を交わしている（ただし、第2作『ターザンの復讐』以降分）。
しかし、映画化の話は思うように進まず、バローズは直接行動に出る。ウィリアム・N・セリグ大佐（シカゴにある、セリグ・ポリスコープ・カンパニーの社長）に、『類猿人ターザン』と、未発表の原稿1本（『砂漠のプリンス』  (The Lad and the Lion) ）を送りつけたところ、セリグは『砂漠のプリンス』に興味を示し、500ドルで映画化権を購入する（1915年1月）。
バローズはさらに2本ほどセリグに送り、ユニヴァーサル・フィルムズやアメリカン・フィルム・カンパニー等にも打診するが、全て断られてしまう。「小説としては面白いが、映画には向かない」と酷評も受ける。
1916年6月、シカゴのウィリアム・パーソンズと『類猿人ターザン』の映画化権に関する契約を取り付ける。しかし、パーソンズは映画業界の素人であり、計画は頓挫しかける。10月末、なんとかパーソンズの会社が設立され、映画完成への目途がつく。
1917年4月、セリグ・プロの映画『砂漠のプリンス』（主演、ヴィヴィアン・リード）が公開され、好評を得る。ただし、原作者の意向が無視されたため、バローズは複雑な思いだった。

#### 映画（第1作）のエピソード
本節はエドガー・ライス・バロウズ　「ターザン、フィルムランドへゆく」『ターザンとアトランティスの秘宝』　高橋豊訳、早川書房〈ハヤカワ文庫SF〉、1972年、森優、300-301頁による。
撮影
主としてルイジアナ州で行われた。
実際の動物のシーンやジャングルのシーンは、ブラジルで撮影されたものが使用された。
類人猿のシーンは着ぐるみを使用し、ニューオルリーンズの体育クラブのメンバーを雇った。枝から枝へ飛び移るシーンの他、カラ（養母）が幼いターザンを養育するシーンも、彼らが行っている。
主演
当初はウィンスリー・ウィルスンが演じる予定だった。しかし、パーソンズが資金繰りに困っている間に徴兵され、第一次世界大戦に出兵した。エルモ・リンカーンは、代役である。
エルモ・リンカーン
エルモは役に相応しい、強い男性だった。また、彼は非常に毛深い男性であり、日に2回は体毛を剃らないと、類人猿に見間違われそうだった（子役としてターザンの少年期を演じた、ゴードン・グリフィスによる回想）。
映画は大ヒットし、本作で大スターとなった。
ストーリー
ほぼ原作通り。ただし、以下の2点で大きく異なる。
- 会話を教わるのはフランス軍人のダルノー中尉ではなく、ビンスという船員（両親の友人で、イギリス人）。教わる言葉も、フランス語ではなく英語である。
- ジェーンと結ばれる。

宣伝、成績
チンパンジーをシルクハットとタキシードで正装させ、一流ホテルのロビーに登場させた。これが新聞で大きく報道され、映画も大ヒットとなった。
新聞・雑誌（ニューヨーク・タイムズ、シカゴ・ジャーナル、モーション・ピクチャー・マガジンなど）の反応も良く、興行収入は100万ドルを突破した。「最初に100万ドルを突破した6作品」のひとつとして数えられる。

#### 原作者の不満
映画『ターザン』は、自身の意向が反映されず（バローズはパーソンズの会社の重役であるにもかかわらず）、さらには支払いのトラブルにより、パーソンズとの仲が冷えてしまった。映画のターザンは自分のイメージと違っていたため、落胆した、とも言われている。
MGMのターザン映画に不満だったバローズは自ら映画会社を興し、ハーマン・ブリックス主演の連続活劇を製作した。

### ターザン映画・TVの一覧
（）内はターザン役。
- ターザン（英語版） (1918) Tarzan of the Apes （エルモ・リンカーン (Elmo Lincoln) ）
- 続編ターザン (1918) The Romance of Tarzan  （エルモ・リンカーン）
- ターザンの復讐 (1920) The Revenge of Tarzan  （ジーン・ポラー（英語版） (Gene Pollar) ）
- ターザン第二世 (1920) Son of Tarzan  （P・デンプシー・タブラー（英語版） (P. Dempsey Tabler) ）
- 大ターザン (1921) The Adventures of Tarzan  （エルモ・リンカーン）
- 獅子王ターザン (1927) Tarzan and the Golden Lion  （ジェームズ・ピアース (James Pierce) ）
- 巨人ターザン (1928) Tarzan the Mighty （フランク・メリル（英語版） (Frank Merrill) ）
- 猛虎ターザン (1929) Tarzan the Tiger  （フランク・メリル）
- 類猿人ターザン (1932) Tarzan the Ape Man  （ジョニー・ワイズミュラー (Johnny Weissmuller) ）
- 蛮勇タルザン (1933) Tarzan the Fearless  （バスター・クラブ（英語版） (Buster Crabbe) ）
- ターザンの復讐 (1934) Tarzan and His Mate  （ジョニー・ワイズミュラー）
- ターザンの新冒険 (1935) New Adventures of Tarzan （ハーマン・ブリックス（ブルース・ベネット） (Herman Brix - Bruce Bennett) ）
- ターザンの逆襲 (1936) Tarzan Escapes  （ジョニー・ワイズミュラー）
- 大ターザン (1938) Tarzan's Reveng  （グレン・モリス（英語版） (Glen Morris) ）
- 鉄腕ターザン (1938) Tarzan and the Green Goddess  （ハーマン・ブリックス） - 日本公開は第二次世界大戦後の1946年となった[35]。
- ターザンの猛襲 (1939) Tarzan Find's a Son  （ジョニー・ワイズミュラー）
- ターザンの黄金 (1941) Tarzan's Secret Treasure  （ジョニー・ワイズミュラー）
- ターザン紐育へ行く (1942) Tarzan's New York Adventure  （ジョニー・ワイズミュラー）
- ターザンの凱歌 (1943) Tarzan Triumphs  （ジョニー・ワイズミュラー）
- ターザン砂漠へ行く (1943) Tarzan's Desert Mystery  （ジョニー・ワイズミュラー）
- 魔境のターザン (1945) Tarzan and the Amazons  （ジョニー・ワイズミュラー）
- ターザンと豹女 (1946) Tarzan and the Leopard Woman  （ジョニー・ワイズミュラー）
- ターザンの怒り (1947) Tarzan and the Huntress  （ジョニー・ワイズミュラー）
- 絶海のターザン (1948) Tarzan and the Mermaids  （ジョニー・ワイズミュラー）
- ターザンと魔法の泉 (1949) Tarzan's Magic Fountain  （レックス・バーカー (Lex Barker) ）
- ターザンと女奴隷 (1950) Tarzan and the Slave Girl  （レックス・バーカー）
- ターザンと密林の王女 (1951) Tarzan's Peril  （レックス・バーカー）
- ターザンの憤激 (1952) Tarzan's Savage Fury  （レックス・バーカー）
- ターザンと巨象の襲撃 (1953) Tarzan and the She-Devil  （レックス・バーカー）
- ターザンと隠された密林 (1955) Tarzan's Hidden Jungle  （ゴードン・スコット (Gordon Scott) ）
- ターザンと消えた探検家 (1957) Tarzan and the Lost Safari  （ゴードン・スコット）
- ターザンの激闘 (1958) Tarzan's Fight for Life  （ゴードン・スコット）
- ターザンの決闘 (1959) Tarzan's Greatest Adventure  （ゴードン・スコット）
- 類猿人ターザン（英語版） (1959) Tarzan, the Ape Man （デニー・ミラー（英語版） (Denny Miller) ）
- ターザン大いに怒る (1960) Tarzan the Magnificent  （ゴードン・スコット）
- ターザン (1961) Tarzan （テューダー・オーウェン(Tudor Owen)声優として）
- ターザンと猛獣の怒り (1962) Tarzan Goes to India  （ジョック・マホニー (Jock Mahoney) ）
- ターザン三つの挑戦 (1963) Tarzan's Three Challenges  （ジョック・マホニー）
- ターザン（英語版） (1966～1969) Tarzan （TVシリーズ）  （ロン・エリー（英語版） (Ron Ely) ）
- ターザンと黄金の谷 (1966) Tarzan and Valley of Gold  （マイク・ヘンリー（英語版） (Mike Henry) ）
- ターザンと断崖の怒り (1967) Tarzan and the Great River  （マイク・ヘンリー）
- ターザンの大逆襲 (1968) Tarzan and the Jungle Boy  （マイク・ヘンリー）
- 類猿人ターザン (1981) Tarzan the Ape Man  （マイルズ・オキーフ (Miles O'Keeffe) ）
- グレイストーク -類人猿の王者- ターザンの伝説 (1983) Greystoke: The Legend of Tarzan, Lord of the Apes （クリストファー・ランバート (Christopher Lambert) ）
- ターザン ニューヨークへ行く (1989) Tarzan in Manhattan  （ジョー・ララ）
- ターザン（英語版） (1991～1994) Tarzan （TVシリーズ）  （ウルフ・ラーソン（英語版） (Wolf Larson) ）
- ターザン・リターンズ (1996) Tarzan: The Epic Adventures  （ジョー・ララ）
- ターザン 失われた都市 (1999) Tarzan and the Lost City  （キャスパー・ヴァン・ディーン (Capser Van Dien) ）
- ターザン（アニメ映画） (1999) -ディズニーの長編アニメ映画。（トニー・ゴールドウィン (Anthony ("Tony") Howard Goldwyn) 声優として）
  - ターザン (2001)"The Legend of Tarzan" - 上記のTVシリーズ。（マイケル・T・ウェイス）
  - ターザン&ジェーン（OVA） (2002) - 上記の映画の続編。（マイケル・T・ウェイス）
  - ターザン2（OVA） (2005)（ハリソン・チャド）
- Tarzan（3Dアニメ映画） (2013) Tarzan  （ケラン・ラッツ (Kellan Lutz) ）
- ターザン:REBORN  (2016) The Legend of Tarzan (アレクサンダー・スカルスガルド (Alexander Skarsgard) ）

## 影響
「ターザン」をタイトルにしているものに、以下の事例がある。
- ターザン (雑誌) - 日本の出版社マガジンハウスが発行する雑誌。エドガー・ライス・バローズ社と契約して名称を使用している。
- TARZAN - 吉川晃司のアルバム。
- ターザン&ジェーン（英語版） - トーイ・ボックスのシングル。

芸名の一部として使用しているものに、以下の人物がいる。
- ターザン・タイラー - カナダのプロレスラー。ターザン・ボロ、ターザン・トゥールヴィルというリングネームもある。
- ターザン後藤 - 日本のプロレスラー。
- ターザン山本 - 週刊プロレスの編集長などを務めたスポーツライター。
- ターザン山下 - ラジオDJ、ナレーター。

いわゆるターザンもの・派生型とでもいうべき分野の漫画、小説、アニメがある。
- ジャングル大帝 - 手塚治虫の原作漫画。
- 少年ケニヤ - 山川惣治作の新聞連載の絵物語、テレビドラマ、劇場用アニメ。
- 狼少年ケン - 東映動画のテレビアニメーションシリーズ、月岡貞夫。
- 新寶島 - 手塚治虫、酒井七馬による赤本漫画。

そのほかにもターザン的な作品はある。